# HMS Mars (1759)
Pour les autres navires du même nom, voir HMS Mars.
Le  HMS Mars est un vaisseau de ligne de troisième rang de 74 canons, construit pour la Royal Navy par les chantiers de Woolwich Dockyard et lancé le 15 mars 1759. Il prend part à la bataille des Cardinaux le 20 novembre 1759 sous le commandement du commodore James Young.
Le vaisseau est stationné à son port d’attache à partir de 1778, puis démoli en 1784.